# Glauco Sansovini
Glauco Sansovini (* 20. Mai 1938 in Rocca San Casciano, Forlì, Italien; † 21. Mai 2019 in Borgo Maggiore) war ein san-marinesischer Politiker.

## Biografie
Sansovini war von 1956 bis zu seiner Pensionierung 2000 in der Privatwirtschaft in einem Logistik- und Handelsunternehmen tätig.
Seine politische Laufbahn begann er erst nach seinem Eintritt in den Ruhestand im März 2001 als Mitgründer der Alleanza Nazionale Sammarinese (ANS). Im Juni 2001 wurde er als deren Vertreter zum Mitglied des Großen und Allgemeinen Rates (Consiglio Grande e Generale) gewählt und bei den Wahlen 2006 und 2008 wiedergewählt. In diesem war er Mitglied des Ständigen Beratungsausschusses sowie des sogenannten Rates der Zwölf (Consiglio dei XII). Nach der Wahl 2008 wurde er als Vertreter der Regierungskoalition der Moderaten Union (Unione dei Moderati) zum Präsidenten der Landesgruppe bei der Interparlamentarischen Union (IPU) gewählt sowie Mitglied der Ausschüsse II (Innere Angelegenheiten und Zivilschutz) und IV (Industrie, Handwerk und Wirtschaftskooperation, Post und Telekommunikation) des Großen und Allgemeinen Rates.
Von 1. April bis 1. Oktober 2010 war er gemeinsam mit Marco Conti Capitano Reggente von San Marino.